# جنیفر هانسون
جنیفر کاتلین هانسون (متولد ۱۰ اوت ۱۹۷۳) یک هنرمند موسیقی کانتری آمریکایی، ترانه‌سرا و تهیه‌کننده موسیقی است. او اولین هنرمند خود را در سال ۲۰۰۲ با انتشار تک آهنگ " خداحافظ زیبا " انجام داد. این آهنگ در ادامه به ۲۰ آهنگ برتر آهنگ‌های کانتری بیلبورد تبدیل شد و در مارس ۲۰۰۳ به شماره ۱۶ رسید.
در سال ۲۰۰۳ هانسون نامزد جایزه بهترین خواننده زن جدید از آکادمی موسیقی کانتری شد. او در همان سال نامزد دریافت بهترین ویدیوی سی‌ام‌تی سال برای ویدیوی «خداحافظ زیبا» به کارگردانی تری فانجوی شد.
هانسون در ۱۰ اوت ۱۹۷۳ در لاهابرا، کالیفرنیا به دنیا آمد. او دختر لری هانسون موزیسین جاده و ملودی وندرل هانسون خواننده و ترانه‌سرا است. او همچنین خواهرزاده هنرپیشه، خواننده، رقصنده و وودویلیان مکزیکی، آرمیدا وندرل، یکی از هنرپیشه‌های اولیه سینمای لاتین در دهه‌های ۱۹۳۰ و ۱۹۴۰ است.

## آهنگ‌شناسی

### آلبوم‌های استودیویی
| عنوان                                                  | جزئیات آلبوم                                                                       | اوج موقعیت‌های نمودار | اوج موقعیت‌های نمودار | اوج موقعیت‌های نمودار |
| عنوان                                                  | جزئیات آلبوم                                                                       | کشور آمریکا          | ایالات متحده         | گرمای ایالات متحده   |
| ------------------------------------------------------ | ---------------------------------------------------------------------------------- | -------------------- | -------------------- | -------------------- |
| جنیفر هانسون                                           | - تاریخ انتشار: ۱۸ فوریه ۲۰۰۳ - برچسب: کاپیتول نشویل - فرمت: سی دی، دانلود دیجیتال | ۲۰                   | ۱۲۵                  | ۷                    |
| سپاسگزار                                               | - تاریخ انتشار: ۳ ژوئن ۲۰۰۸ - برچسب: یونیورسال جنوب - فرمت: سی دی، دانلود دیجیتال  | -                    | -                    | -                    |
| «—» نشان‌دهنده نسخه‌هایی است که در نمودار قرار نگرفته‌اند |                                                                                    |                      |                      |                      |

### تک آهنگ‌ها
| سال                                                    | تنها                | نمودار اوج موقعیت‌ها | نمودار اوج موقعیت‌ها | آلبوم        |
| سال                                                    | تنها                | کشور آمریکا         | ایالات متحده        | آلبوم        |
| ------------------------------------------------------ | ------------------- | ------------------- | ------------------- | ------------ |
| ۲۰۰۲                                                   | " خداحافظی زیبا "   | ۱۶                  | ۷۶                  | جنیفر هانسون |
| ۲۰۰۳                                                   | "این دور رفته"      | ۴۲                  | -                   | جنیفر هانسون |
| ۲۰۰۳                                                   | " خالکوبی نیم قلب " | ۴۰                  | -                   | جنیفر هانسون |
| ۲۰۰۷                                                   | "جویراید"           | ۴۲                  | -                   | سپاسگزار     |
| ۲۰۰۸                                                   | "73"                | -                   | -                   | سپاسگزار     |
| «—» نشان‌دهنده نسخه‌هایی است که در نمودار قرار نگرفته‌اند |                     |                     |                     |              |

### نماهنگ
| سال  | ویدیو           | کارگردان        |
| ---- | --------------- | --------------- |
| ۲۰۰۲ | "خداحافظی زیبا" | تری فانجوی      |
| ۲۰۰۳ | "این دور رفته"  | تری فانجوی      |
| ۲۰۰۷ | "جویراید"       | تری فانجوی      |
| ۲۰۰۸ | "73"            | دیوید مک کلیستر |